# بوئروس
بوئروس (به سوئدی: Buerås) یک سکونتگاه مسکونی در سوئد است که در بخش کونگسباکا واقع شده‌است.

## خصوصیات
بوئروس ۰٫۵۷ کیلومترمربع مساحت و ۷۰۸ نفر جمعیت دارد.